# Katie Moon
Kathryn „Katie“ Moon (* 13. Juni 1991 in Lakewood, Ohio als Kathryn Nageotte) ist eine US-amerikanische Leichtathletin, die sich auf den Stabhochsprung spezialisiert hat. Ihre größten Erfolge sind die Goldmedaille bei den Olympischen Spielen in Tokio 2020 sowie die beiden Weltmeistertitel in den Jahren 2022 und 2023.

## Leben
Moon wurde in Lakewood, einem Vorort von Cleveland, geboren und wuchs in dem Nachbarort Olmsted Falls auf. Nachdem sie 2009 die Olmsted Falls High School absolviert hatte, besuchte Nageotte von 2010 bis 2011 die University of Dayton und wechselte 2012 an die Ashland University, wo sie 2013 ihren Bachelor mit Hauptfach Psychologie und Nebenfach Fashion Merchandising machte. Im gleichen Jahr absolvierte Nageotte während der Paris Fashion Week am Paris Fashion Institute einen Lehrgang in der Modebranche.
An Silvester 2022 heiratete die Sportlerin den britischen Rudertrainer Hugo Moon.

## Sportliche Karriere
Im Alter von zwölf Jahren begann Katie Moon 2004 mit dem Stabhochsprung. Bei den Bulldogs ihrer Schule wurde sie 2009 mit 3,86 m Division I Ohio High School State Champion. Von 2010 bis 2013 war Nageotte Sportstudentin. Bei den Dayton Flyers der University of Dayton stellte sie 2010 mit 3,90 m einen Universitätsrekord auf. 2012 ging sie nach zahlreichen sportlichen Tiefpunkten zu den Ashland Eagles der Ashland University.
2013 wurde Moon im Freien wie in der Halle nationale NCAA-Meisterin der Division II. Zum Start ihrer Profikarriere in diesem Jahr errang sie bei den US-Meisterschaften den 6. Platz und belegte fortan regelmäßig Top-10-Platzierungen bei US-Meisterschaften im Freien, wie in der Halle.
2015 war ihr zunächst erfolgreichstes Jahr. Zu Jahresbeginn holte sie bei den US-Hallenmeisterschaften mit Bronze erstmals Edelmetall und erzielte mit Rang 4 ihre beste Platzierung bei den US-Meisterschaften. Auch international konnte sie erstmals das Treppchen erreichen und bei den NACAC-Meisterschaften  Bronze holen.
2016 schaffte Moon es bei den US Olympic Trials auf den 5. Platz. und zog anschließend nach Pullman (Washington) um bei dem zweifachen Stabhochsprungweltmeister Brad Walker zu trainieren.
2017 wurde sie US-Hallenvizemeisterin.
2018 hatte Moon ihren Durchbruch in die Weltspitze. Gleich zu Jahresbeginn wurde sie US-Hallenmeisterin indem sie mehrmals ihre persönliche Bestleistung bis auf 4,91 m schraubte, was Platz 5 in der Weltbestenliste bedeutete. Bei den Hallenweltmeisterschaften in Birmingham kam sie mit 4,70 m auf den 5. Platz. Mit Meisterschaftsrekord von 4,75 m siegte Nageotte bei den NACAC-Meisterschaften. Knapp drei Wochen später wurde sie mit 4,70 m US-Vizemeisterin und weitere drei Wochen später errang sie mit 4,68 m den 2. Platz beim ersten Athletics World Cup in London. In der Weltrangliste hatte sie Platz 10 erreicht.
2019 konnte Moon mit 4,65 m ihren Titel bei den US-Hallenmeisterschaften verteidigen und mit 4,80 m erneut US-Vizemeisterin werden. Bei den Panamerikanischen Spielen kam sie mit 4,70 m auf den 2. Platz.
2020 ging Moon bei den US-Hallenmeisterschaften nicht an den Start, obwohl sie den dritten nationalen Hallentitel in Folge hätte holen können. Während der Covid-19-Pandemie nahm sie am 16. Mai beim Ultimate Garden Clash genannten Fernwettkampf teil und kam auf den zweiten Platz, hinter Katerina Stefanidi und vor Alysha Newman. Am 1. August steigerte Nageotte in Marietta (Georgia) ihre Bestleistung auf 4,92 m und platzierte sich damit auf Platz sechs der ewigen Bestenliste. Am Ende der Freiluftsaison erkrankte sie an COVID-19.
2021 war Moon ab Mitte Januar wieder auf dem Weg zu voller Fitness und steigerte sich am 23. Mai in Marietta auf 4,93 m. Am 11. Juni meisterte sie dort bei einem aufgrund von Gewittern in die Halle verlegten Stabhochsprungwettkampf 4,94 m und scheiterte hauchdünn an 5,04 m, was Hallenweltrekord bedeutet hätte. Mit persönlicher und Weltjahresbestleistung sowie Meisterschaftsrekord von 4,95 m gewann Nageotte mit Abstand die U.S. Olympic Trials, welche auch gleichzeitig die US-Leichtathletik-Meisterschaften und die Qualifikationswettkämpfe für die Olympischen Spiele in Tokio waren, wo sie mit 4,90 m Gold holte.
Bei den Olympischen Spielen 2024 gewann sie mit einer Höhe von 4,85 m die Silbermedaille hinter Nina Kennedy.
Katie Moon trainiert bei Brad Walker. Ihr Trainingsstützpunkt ist mittlerweile an der Life University in Marietta (Georgia). Sie ist 1,73 m groß und hat ein Wettkampfgewicht von 61 kg.

## Persönliche Bestleistungen
(Stand: 27. Juni 2021)
Halle
- 4,94 m, 11. Juni 2021, Marietta (Georgia)

Freiluft
- 4,95 m, 26. Juni 2021, Eugene (Oregon)

Weltbestenliste
- Mit 4,95 m auf Rang 5

## Erfolge
Anm.: Stabhochsprung, sofern nicht anders vermerkt
national
- 2009: Division I Ohio High School State Champion[8]
- 2010: 1. Platz Halle Atlantic 10 Conference
- 2010: 1. Platz Freiluft Atlantic 10 Conference
- 2010: 3. Platz Freiluft Atlantic 10 Conference (4 × 100 m)
- 2010: 17. Platz Freiluft NCAA Division I
- 2011: 2. Platz Halle Atlantic 10 Conference
- 2011: 6. Platz Halle Atlantic 10 Conference (60 m)
- 2011: 4. Platz Freiluft Atlantic 10 Conference (4 × 100 m)
- 2011: 5. Platz Freiluft Atlantic 10 Conference (100 m)
- 2012: 5. Platz Freiluft Great Lakes Intercollegiate Athletic Conference (4 × 100 m)
- 2012: 7. Platz Freiluft Great Lakes Intercollegiate Athletic Conference
- 2012: 5. Platz Freiluft NCAA Division II
- 2013: 1. Platz Halle Great Lakes Intercollegiate Athletic Conference
- 2013: 1. Platz Halle NCAA Division II
- 2013: 6. Platz US-Meisterschaften
- 2013: 1. Platz Freiluft Great Lakes Intercollegiate Athletic Conference
- 2013: 1. Platz Freiluft NCAA Division II
- 2014: 9. Platz US-Hallenmeisterschaften
- 2014: 9. Platz US-Meisterschaften
- 2015: 3. Platz US-Hallenmeisterschaften
- 2015: 4. Platz US-Meisterschaften
- 2016: 6. Platz US-Hallenmeisterschaften
- 2016: 5. Platz US Olympic Trials
- 2017: 2. Platz US-Hallenmeisterschaften
- 2017: 7. Platz US-Meisterschaften
- 2018: 1. Platz US-Hallenmeisterschaften
- 2018: 2. Platz US-Meisterschaften
- 2019: 1. Platz US-Hallenmeisterschaften
- 2019: 2. Platz US-Meisterschaften
- 2021: 1. Platz US Olympic Trials

international
- 2015: 3. Platz NACAC-Meisterschaften
- 2018: 5. Platz Hallenweltmeisterschaften
- 2018: 2. Platz Athletics World Cup
- 2018: 1. Platz NACAC-Meisterschaften CR
- 2019: 2. Platz Panamerikanische Spiele
- 2021: 1. Platz Olympische Spiele
- 2022: 1. Platz Weltmeisterschaften